# Manthes
Manthes és un municipi francès situat al departament de la Droma i a la regió d'Alvèrnia-Roine-Alps. L'any 2007 tenia 623 habitants.

## Demografia

### Població
El 2007 la població de fet de Manthes era de 623 persones. Hi havia 244 famílies de les quals 56 eren unipersonals (28 homes vivint sols i 28 dones vivint soles), 76 parelles sense fills, 92 parelles amb fills i 20 famílies monoparentals amb fills.
La població ha evolucionat segons el següent gràfic:
Habitants censats

### Habitatges
El 2007 hi havia 270 habitatges, 248 eren l'habitatge principal de la família, 9 eren segones residències i 13 estaven desocupats. 246 eren cases i 23 eren apartaments. Dels 248 habitatges principals, 183 estaven ocupats pels seus propietaris, 63 estaven llogats i ocupats pels llogaters i 2 estaven cedits a títol gratuït; 2 tenien una cambra, 9 en tenien dues, 22 en tenien tres, 85 en tenien quatre i 130 en tenien cinc o més. 232 habitatges disposaven pel capbaix d'una plaça de pàrquing. A 109 habitatges hi havia un automòbil i a 123 n'hi havia dos o més.

### Piràmide de població
La piràmide de població per edats i sexe el 2009 era:
| Homes | Edats   | Dones |
| ----- | ------- | ----- |
| 0     | 95 o +  | 0     |
| 0     | 90 a 94 | 0     |
| 4     | 85 a 89 | 0     |
| 0     | 80 a 84 | 4     |
| 12    | 75 a 79 | 16    |
| 12    | 70 a 74 | 8     |
| 20    | 65 a 69 | 8     |
| 16    | 60 a 64 | 20    |
| 20    | 55 a 59 | 8     |
| 36    | 50 a 54 | 20    |
| 28    | 45 a 49 | 36    |
| 20    | 40 a 44 | 12    |
| 16    | 35 a 39 | 24    |
| 8     | 30 a 34 | 8     |
| 12    | 25 a 29 | 4     |
| 20    | 20 a 24 | 20    |
| 32    | 15 a 19 | 24    |
| 28    | 10 a 14 | 8     |
| 4     | 5 a 9   | 8     |
| 16    | 0 a 4   | 8     |

## Economia
El 2007 la població en edat de treballar era de 406 persones, 299 eren actives i 107 eren inactives. De les 299 persones actives 258 estaven ocupades (150 homes i 108 dones) i 41 estaven aturades (19 homes i 22 dones). De les 107 persones inactives 38 estaven jubilades, 35 estaven estudiant i 34 estaven classificades com a «altres inactius».

### Ingressos
El 2009 a Manthes hi havia 252 unitats fiscals que integraven 648 persones, la mediana anual d'ingressos fiscals per persona era de 16.492 €.

### Activitats econòmiques
Dels 24 establiments que hi havia el 2007, 5 eren d'empreses de fabricació d'altres productes industrials, 5 d'empreses de construcció, 5 d'empreses de comerç i reparació d'automòbils, 1 d'una empresa de transport, 4 d'empreses d'hostatgeria i restauració, 1 d'una empresa immobiliària i 3 d'empreses de serveis.
Dels 8 establiments de servei als particulars que hi havia el 2009, 1 era una oficina de correu, 1 taller de reparació d'automòbils i de material agrícola, 1 paleta, 1 guixaire pintor, 1 fusteria, 1 electricista i 2 restaurants.
L'únic establiment comercial que hi havia el 2009 era una adrogueria.
L'any 2000 a Manthes hi havia 21 explotacions agrícoles que ocupaven un total de 624 hectàrees.

## Equipaments sanitaris i escolars
El 2009 hi havia una escola elemental.

## Poblacions més properes
El següent diagrama mostra les poblacions més properes.